# Symbolanthus pauciflorus
Symbolanthus pauciflorus là một loài thực vật có hoa trong họ Long đởm. Loài này được Spruce ex Gilg miêu tả khoa học đầu tiên năm 1896.